# Chocolademelk

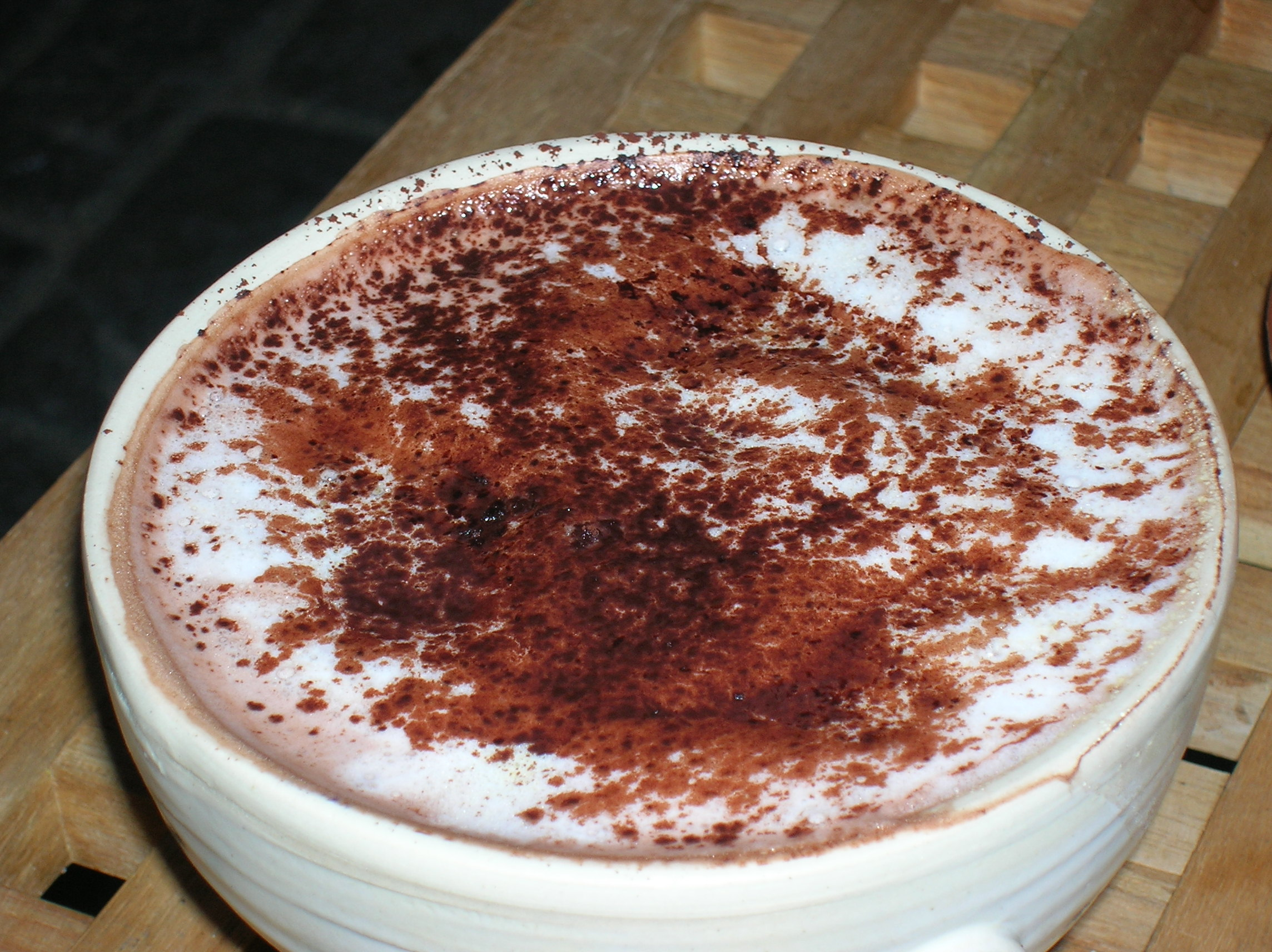
Warme chocolademelk

Chocolademelk is een vloeibaar zuivelproduct gemaakt van melk, suiker en cacaopoeder dat vaak warm wordt gedronken. Commercieel is ook koude, kant-en-klare chocolademelk verkrijgbaar, net als chocolademelkpoeder.

## Vereisten in Nederland
Volgens de Nederlandse Warenwet moet chocolademelk uit koemelk worden bereid, waaraan cacaobestanddelen worden toegevoegd. Het melkvetgehalte moet ten minste 2,5% bedragen.

## Varianten
Varianten van chocolademelk kunnen gemaakt worden door gebruik van slagroom in plaats van een deel van de melk. Ook maakt men wel een zwaardere vorm van chocolademelk door het gebruik van gesmolten chocolade in plaats van het magerder cacao. Tote Tante is een variant met rum. In een andere variant wordt witte chocolade gebruikt in plaats van (producten met) cacaopoeder.